# Firura
Der Firura, auch Nevado Firura, ist ein 5498 m hoher Schichtvulkan im Südwesten von Peru. Der geringfügig vergletscherte Berg ist Teil der Vulkankette Cordillera Ampato. Der letzte Ausbruch fand vermutlich im Pleistozän statt.

## Lage
Der Firura befindet sich an der Grenze der Provinzen Condesuyos und La Unión in der Region Arequipa. Der Vulkan liegt knapp 27 km östlich der Provinzhauptstadt Cotahuasi.  35 km südlich erhebt sich der benachbarte Vulkan Coropuna, 33 km südwestlich der Vulkan Solimana. Zur Pazifikküste sind es 143 km. Die Nordflanke wird vom Río Cotahuasi, die Südostflanke vom Río Chichas nach Westen zum Río Ocoña entwässert.
Der Vulkan besitzt zwei Gipfel. Der höhere Südostgipfel weist ein größeres Schneefeld auf. Der Firura ist Teil eines Vulkankomplexes, der etwa 12 km in Richtung Westsüdwest reicht. In dieser Richtung befinden sich die Gipfel Cerro Soncco Orcco (5191 m) und Cerro Jahsaya (5144 m).

## Geologie
Der Firura entstand wie die benachbarten Vulkane aufgrund der Subduktion der Nazca-Platte unter die Südamerikanische Platte. Er ist Teil der sogenannten Central Volcanic Zone, eines vulkanischen Bogens am Westrand der Altiplano-Hochfläche. Das Auswurfgestein besteht aus Andesit.

## Eruptionsgeschichte
Die letzte Eruption fand vor mehreren 100.000 Jahren statt, heute gilt der Vulkan als erloschen.